# گئورگ گئورگیان (سیاستمدار)
گئورگ ولودیای گئورگیان (ارمنی: Գեւորգ Վոլոդյաի Գեւորգյան؛ زادهٔ ۱۱ مارس ۱۹۶۰) یک سیاستمدار اهل ارمنستان است که از تاریخ ۱۹۹۰ تا تاریخ ۱۹۹۹ سمت نمایندگی دوره اول شورای عالی جمهوری ارمنستان و دوره اول مجلس ملی جمهوری ارمنستان را برعهده داشت.

## زندگی‌نامه
در  ۱۱ مارس ۱۹۶۰ در روستای زارینجا به دنیا آمد و از دانشگاه ملی علوم کشاورزی ارمنستان فارغ‌التحصیل شد. 